# Чупрун Ігор Миколайович
І́гор Микола́йович Чупру́н — підполковник Збройних сил України.

## З життєпису
Станом на серпень 2014 року — майор управління 8-го армійського корпусу. Виконував завдання з надання допомоги цивільному населенню в одному з населених пунктів на Донеччині — постраждав від обстрілів з РСЗВ «Ураган» — велись з території Російської Федерації.
19 серпня, коли терористи обстріляли блокпост з «Урагану», контужений; осколком розтрощило праву ногу, довелося ампутувати. Будучи важкопораненим, врятував поранену жінку, яку військовики евакуювали і доставили до лікарні. Перебував у військовому госпіталі, почали відмовляти нирки, підключений до апарату «штучна нирка». За уздоровленням слідкували дружина, батьки, а вдома чекає донька.

## Нагороди
За особисту мужність і героїзм, виявлені у захисті державного суверенітету та територіальної цілісності України, вірність військовій присязі під час російсько-української війни нагороджений
- 13 серпня 2015 року — орденом Богдана Хмельницького III ступеня.